# Roberta Donnay
Roberta Donnay (Washington, 1966. augusztus 10. –) amerikai énekesnő, dalszerző, producer. Olyan előadókkal lépett színpadra, mint például Booker T. Jones, Dr. John, David Grisman, John Hammond, Elvis Costello, Leon Russell, Michael McDonald, Neil Young és Maria Muldaur.

## Pályafutása
Roberta Donnay Washingtonban nőtt fel, és a rádióból tanult énekelni. Louis Armstrongot, Billie Holidayt, Ella Fitzgeraldot, Mae Westet és Bessie Smith-t hallgatta és utánozta minduntalan.
Tizenhatéves korában hátizsákkal vándorolt Európában, és gitárokat kölcsönzött. Hivatásszerűen ekkor kezdett énekelni.
San Franciscoba költözött. Dixielandet, klasszikus dzsesszt énekelt a Dick Oxtot's Golden Age Jazz Band-del és a Tom Keats & his Tom Kats-szel.
Első albuma, a Catch the Wave volt az első indie CD San Francisco vidékén.
Énekesként és dalszerzőként gitárjával bejárta az Egyesült Államokat, és különböző műsorokban szerepelt. 2005-ben minden tekintetben visszatért a dzsesszhez. Fellépett Bob Dorough, Dave Ellis, David Grisman, Junior Brown, Tommy Castro, Peter Coyote, Woody Harrelson, Ernestine Anderson, Dan Fogelberg, Johnny Lange, Huey Lewis, Eddie Money, Joe Sample, Lenny Williams, Mitch Woods, Neil Young, Tuck & Patti műsoraiban.
Donnay kilenc stúdióalbumot adott ki. A Down Beat Magazine a Bathtub Gint 2015 egyik legjobb albumának választotta.
Az 1980-as évek végén megalakította a Roberta Donnay & the Rhythm nevű zenekart, és az 1990-es évek elejéig velük léptek fel. 1999-ben Donnay kiadói szerződést írt alá a Heavy Hitters Music-szal, ami különböző tévéműsorokban helyezte el dalait.
2000-ben létrehozta a Diva Bands-et. A Diva Bands első fellépése egy jótékonysági koncert volt San Franciscoban. A Diva Bands akkora sikert aratott Kaliforniában, hogy Donnay országos turnét szervezett Arizonában, Washingtonban, Wisconsinban, Illinoisban és Minnesotában.
A „One World” című dala az ENSZ 50. jubileumának zenei témája lett, és öt kontinensen adták elő a világbéke himnuszaként. 2003-ban Dél-Afrikában is ezt választották az AIDS világnapjának témájául.
Fellépett a Monterey Jazz Festivalon, az SXSW-n, a Telluride Jazz Fesztiválon, a Jacksonville Jazz Festivalon és más helyszíneken is az Egyesült Államokban.
Roberta Donnay gyakorló buddhista.

## Albumok
- Catch the Wave (1989)
- Soul Reverse (1998)
- Bohemian (2001)
- Back Before the Why (2005)
- What's Your Story (2008)
- A Little Sugar (2012)
- Bathtub Gin (2015)
- My Heart Belongs to Satchmo (2018)
- Baby, It's Cold Outside Bob Dorough & Roberta Donnay, (2018; (single)

### Saját kiadás
- What's Your Story (Self Produced, 2006)
- A Little Sugar (Self Produced, 2012)
- Blossom-ing! (Self Produced, 2022)

## Díjak
- ASCAP Composer Awards
- Composed „One World”, theme for ENSZ 50th Anniversary
- 2015: „Bathtub Gin” on Best album, Down Beat Magazine
- „Journey Of The Universe” film is the winner of the regional (Northern California) Emmy-díj for Best Documentary
- „Call Me The Breeze”, song for „Pie Lady Of Pie Town”, Winner Best Short Film Music, and International Music Award
- „Back Before The Why”, Top 12 dalszöveg
- Top 10 szólista: indie music

## Filmek
- Roberta Donnay az IMDb-n